# 道東アークス
株式会社道東アークス（どうとうアークス、DOTOU ARCS Co.,Ltd.）は、北海道の北見・網走地域を営業基盤として、「スーパーアークス」などのブランド名でスーパーマーケットを展開する、アークスグループの企業。CGCグループに加盟している。本社は北海道北見市卸町3-7-2。

## 概要

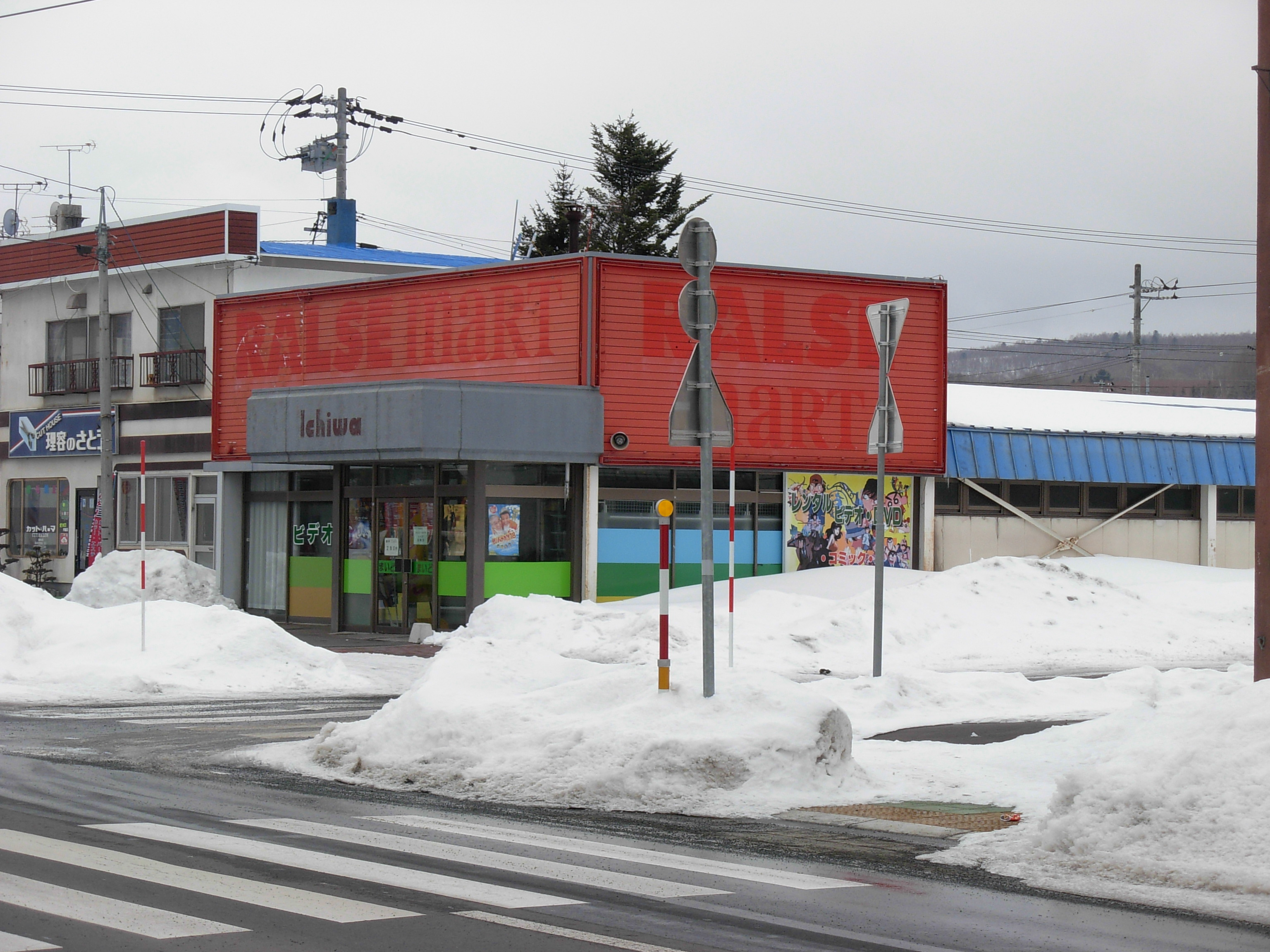
ラルズマート留辺蘂店の旧店舗（2008年3月撮影）。
ラルズマート（RALSE mart）のロゴの他、かつての店舗名であるイチワ（Ichiwa）のロゴも見られる。

元は野付牛村（現在の北見市の一部）で1913年に○わ渡辺商店（まるわわたなべしょうてん）として創業し、1959年に法人化した株式会社イチワを前身とする。イチワは1995年に株式会社ラルズ（現在の株式会社アークス）の資本参加を受け子会社となり、1996年に株式会社道東ラルズ（どうとうラルズ）に商号を変更した。
1998年に同じグループ（現在のアークスグループに相当）の株式会社道北ラルズ（株式会社道北アークスの前身企業）から、道東にあった店舗のサンサンショッピング本町店（北見市）、サンバリュー桜町店（北見市）、ビッグハウス美幌店（美幌町）の3店舗の営業権を譲渡された。
2002年に持株会社の株式会社アークスが設立されたことにより、親会社が株式会社アークスとなり、アークスグループを形成する子会社となった。
2004年にアークスグループ内の地域別再編成で、株式会社福原へビッグハウス釧路店（釧路市）を譲渡し、福原から北見市の4店舗（ぴあざフクハラ桜町店、フクハラとん田西町店、フクハラ三輪店、フクハラタイガー店）を譲渡された。
2016年3月に、同じくアークスグループ子会社となっていた株式会社篠原商店を吸収合併し、商号を株式会社道東アークスへ変更した。

## 沿革
- 1913年（大正2年） - ○わ渡辺商店として創業。
- 1959年（昭和34年）12月25日 - 株式会社イチワとして法人化。
- 1995年（平成7年）11月 - 株式会社ラルズ（当時。現・株式会社アークス）の完全子会社となる。
- 1996年（平成8年）
  - 3月 - ラルズマート網走店開店。
  - 4月 - ビッグハウス小泉店をリニューアルし開店。ビッグハウスメッセ（現・スーパーアークスメッセ）開店。株式会社道東ラルズへ商号変更。
- 1998年（平成10年）
  - 5月 - ラルズマート緑町店閉店。
  - 6月 - 株式会社道北ラルズ（当時。現・株式会社道北アークス）よりサンサンショッピング本町店、サンバリュー桜町店、ビッグハウス美幌店3店舗の営業権を譲り受ける。
- 1999年（平成11年）4月 - ビッグハウス釧路店開店（現・株式会社福原管轄）。
- 2003年（平成15年）
  - 10月 - ラルズマート桜町店閉店。
  - 12月 - ラルズマート留辺蘂店リニューアル移転。
- 2004年（平成16年）
  - 3月 - ビッグハウス釧路店を株式会社福原へ営業譲渡。
  - 10月 - 株式会社福原より北見市で営業の「フクハラ」4店舗を譲り受ける。
- 2005年（平成17年）3月 - ラルズマート斜里店開店。
- 2009年（平成21年）2月 - ラルズプラザ網走店閉店。
- 2010年（平成22年）11月 - ぴあざフクハラ桜町店をリニューアルしてスーパーアークス桜町店開店。
- 2012年（平成24年）3月 - フクハラとん田西町店閉店。
- 2013年（平成25年）
  - 3月 - ラルズマート青葉店閉店。
  - 12月 - ビッグハウス美幌店を新築移転してスーパーアークス美幌店開店。
- 2016年（平成28年）3月 - 道東ラルズを存続会社としてアークスの完全子会社である篠原商店を吸収合併し、道東アークスに商号変更[1][2]。

## 店舗
最新の店舗一覧については店舗紹介（道東アークス）を参照。
- スーパーアークス
  - アークスグループの大型スーパーで使われている屋号。道東アークスでは2010年のぴあざフクハラ桜町店（北見市）の業態転換から使われている。
- ラルズマート
  - アークスグループのスーパーで使われている屋号。道東ラルズ時代から使われている。
- フクハラ
  - 元は株式会社福原のスーパーで使われている屋号で、2004年に福原から4店舗の譲渡を受けた際にそのまま引き継いだ。
- ベーシック
  - 篠原商店から継承した食品ディスカウントストア。
- ファースト
  - 篠原商店から継承した酒類のディスカウントストア。

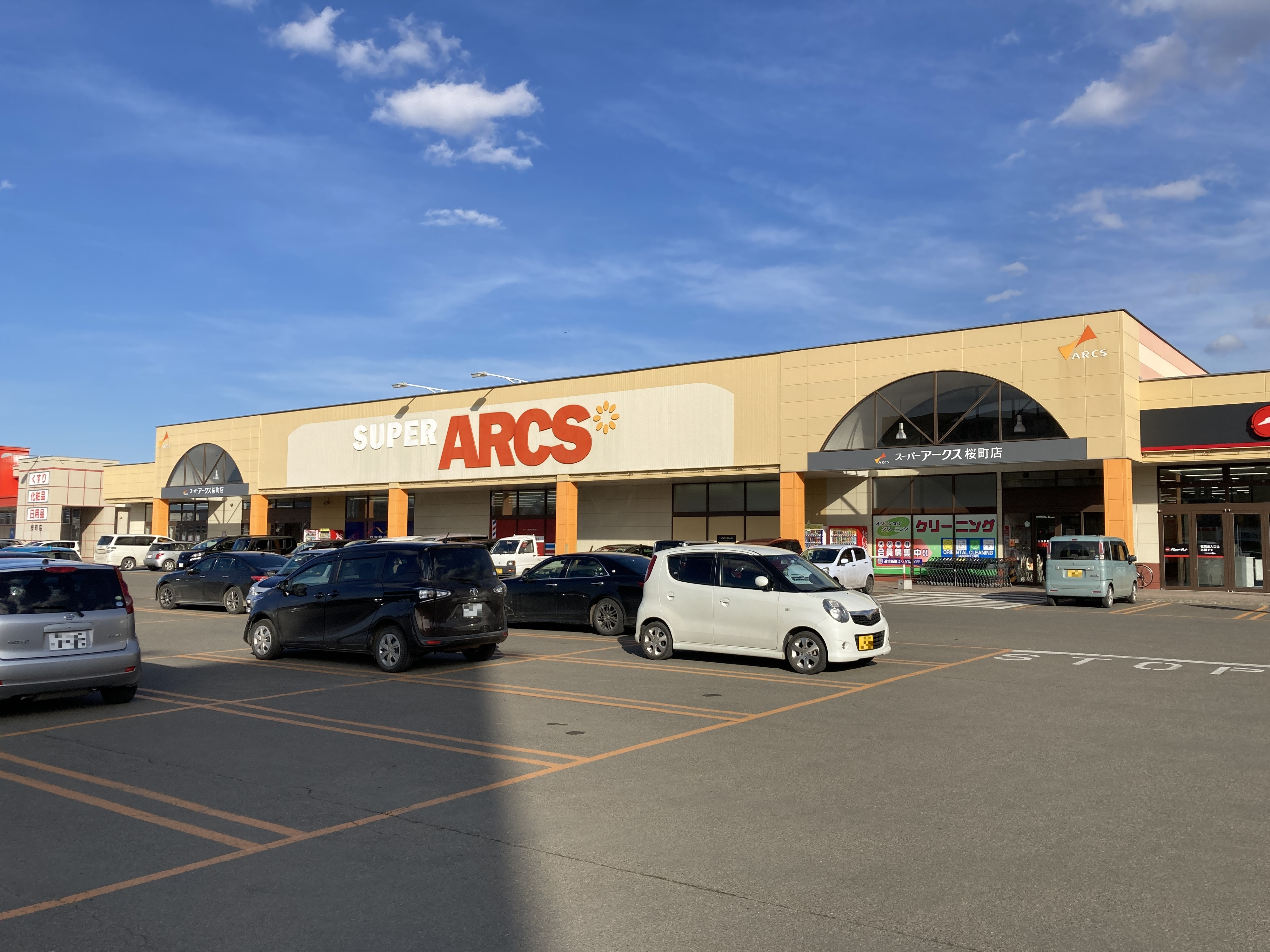
スーパーアークス桜町店 （2021年4月） ※元・ぴあざフクハラ店舗
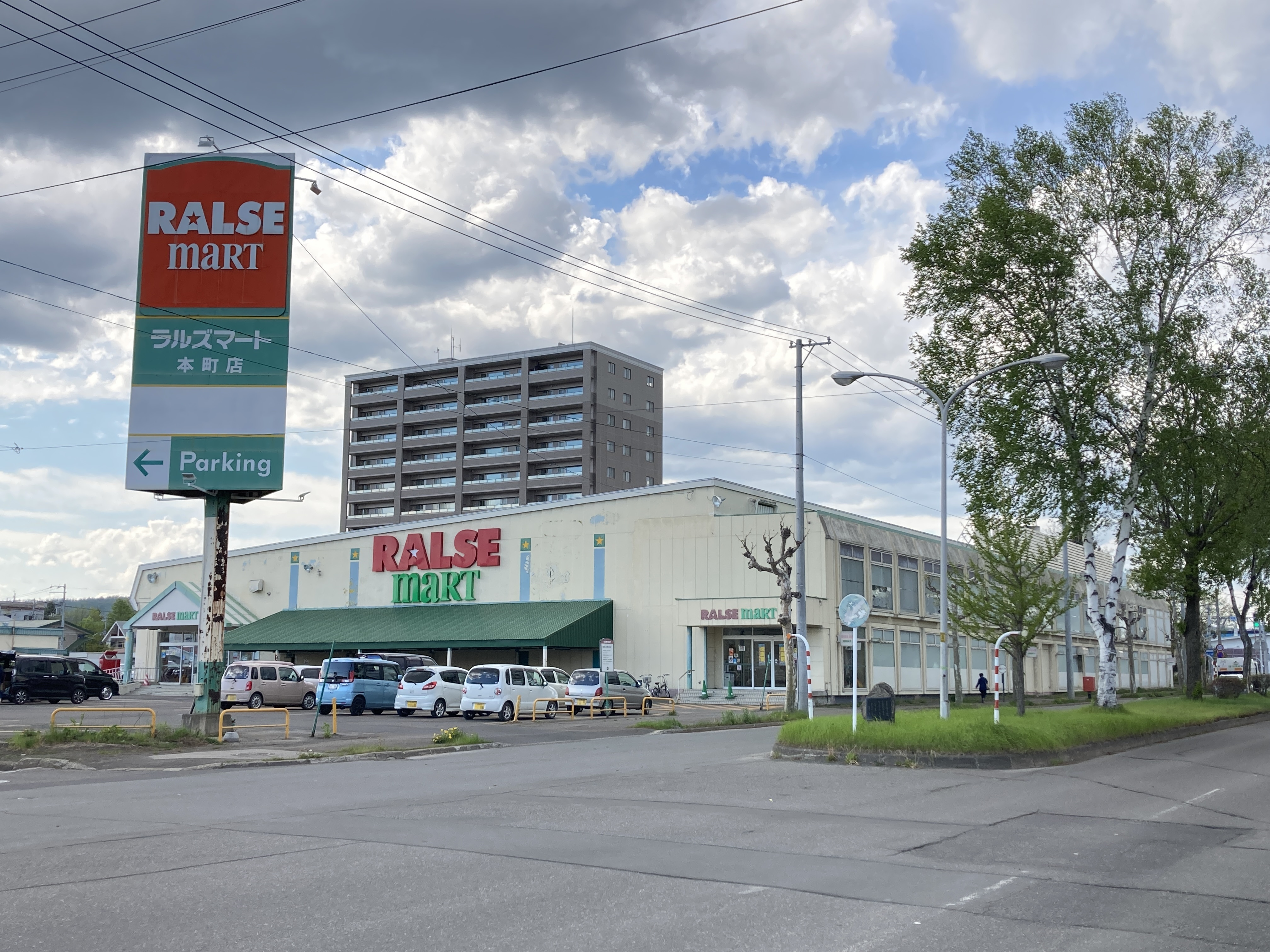
ラルズマート本町店 （当時、2022年5月） ※現・スーパーアークス店舗 ※元・サンサンショッピングプラザ店舗
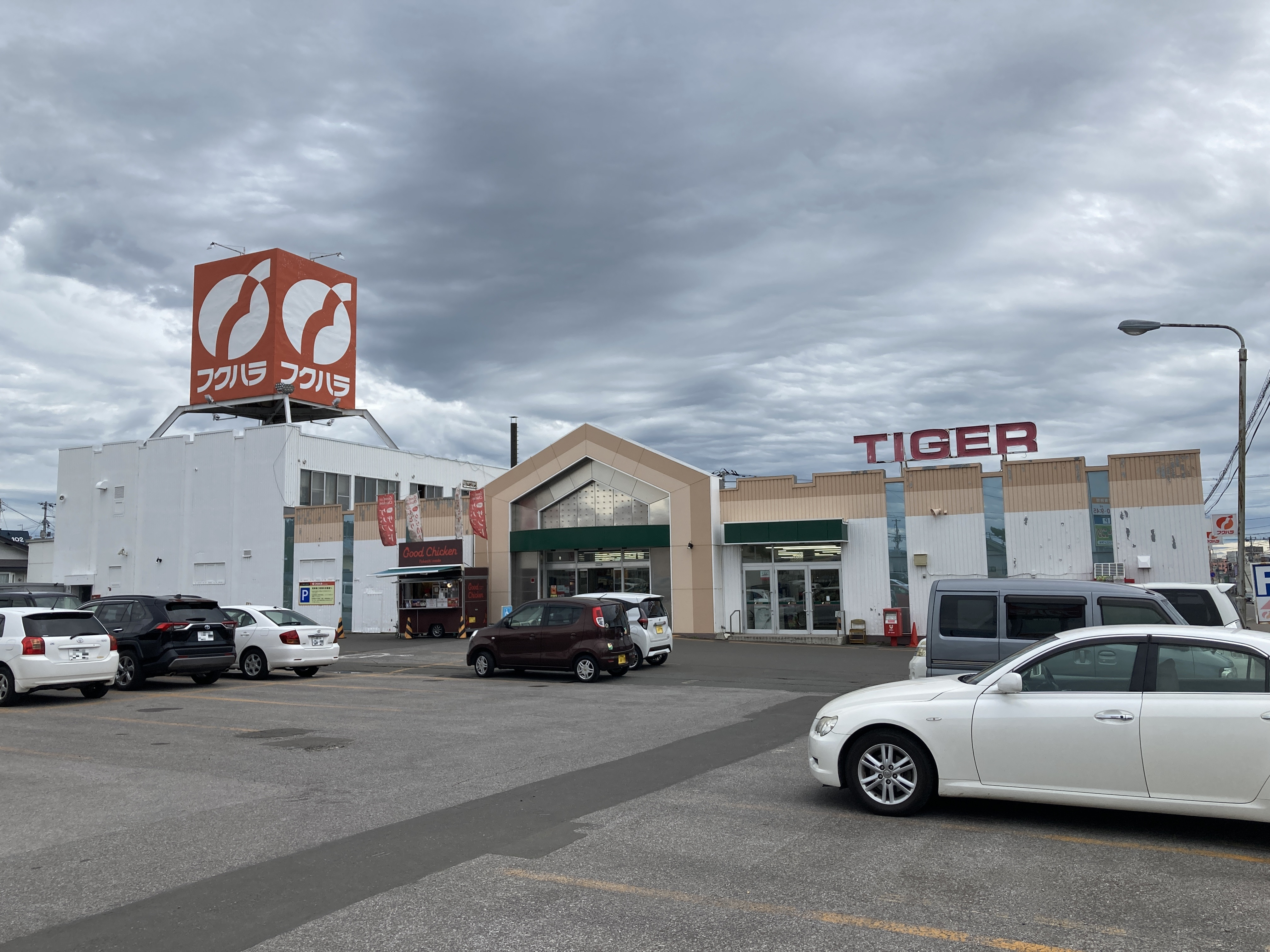
フクハラタイガー店 （2022年9月） ※元・スーパーうらべ店舗
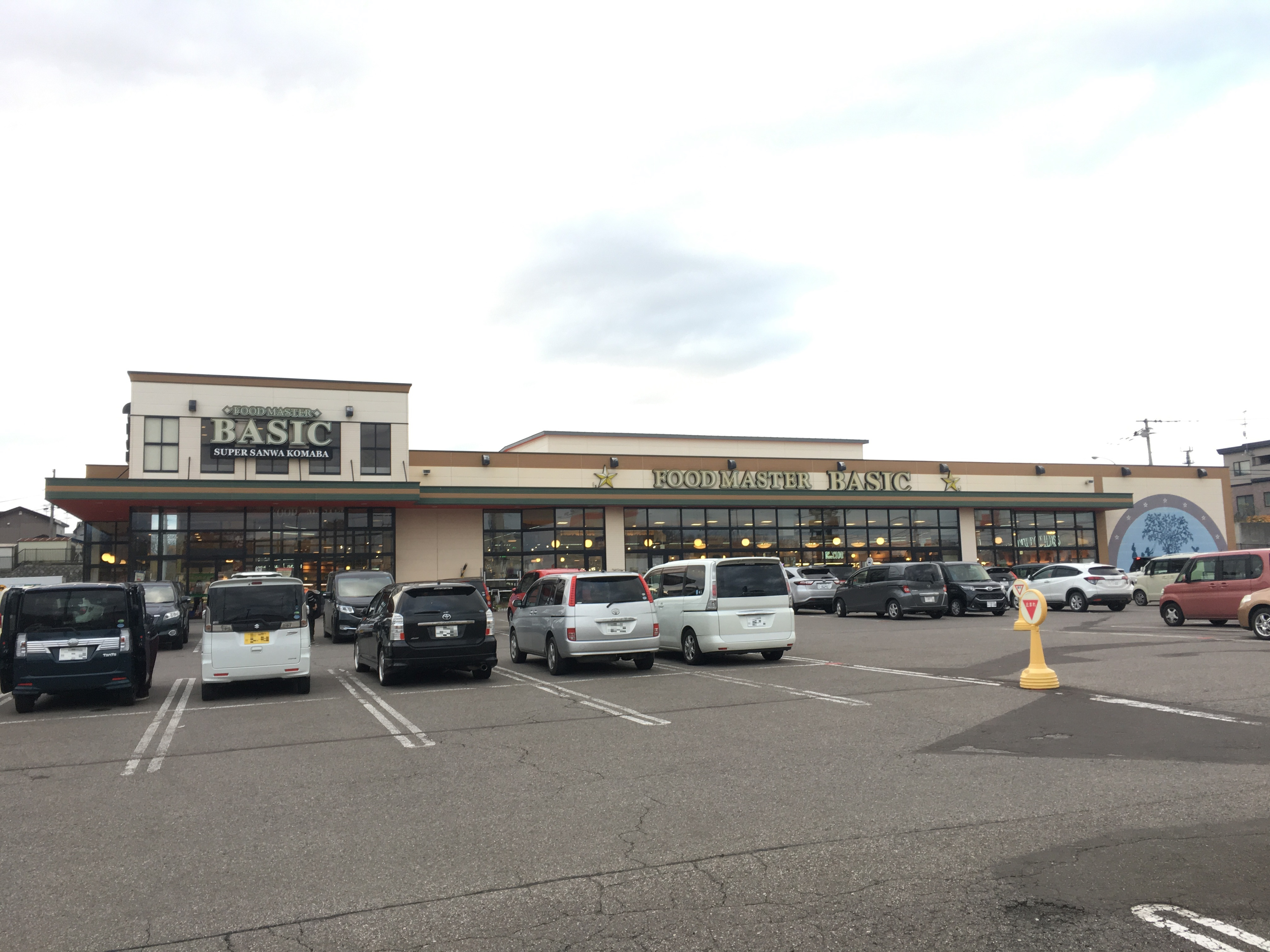
ベーシック駒場店 （2019年10月）
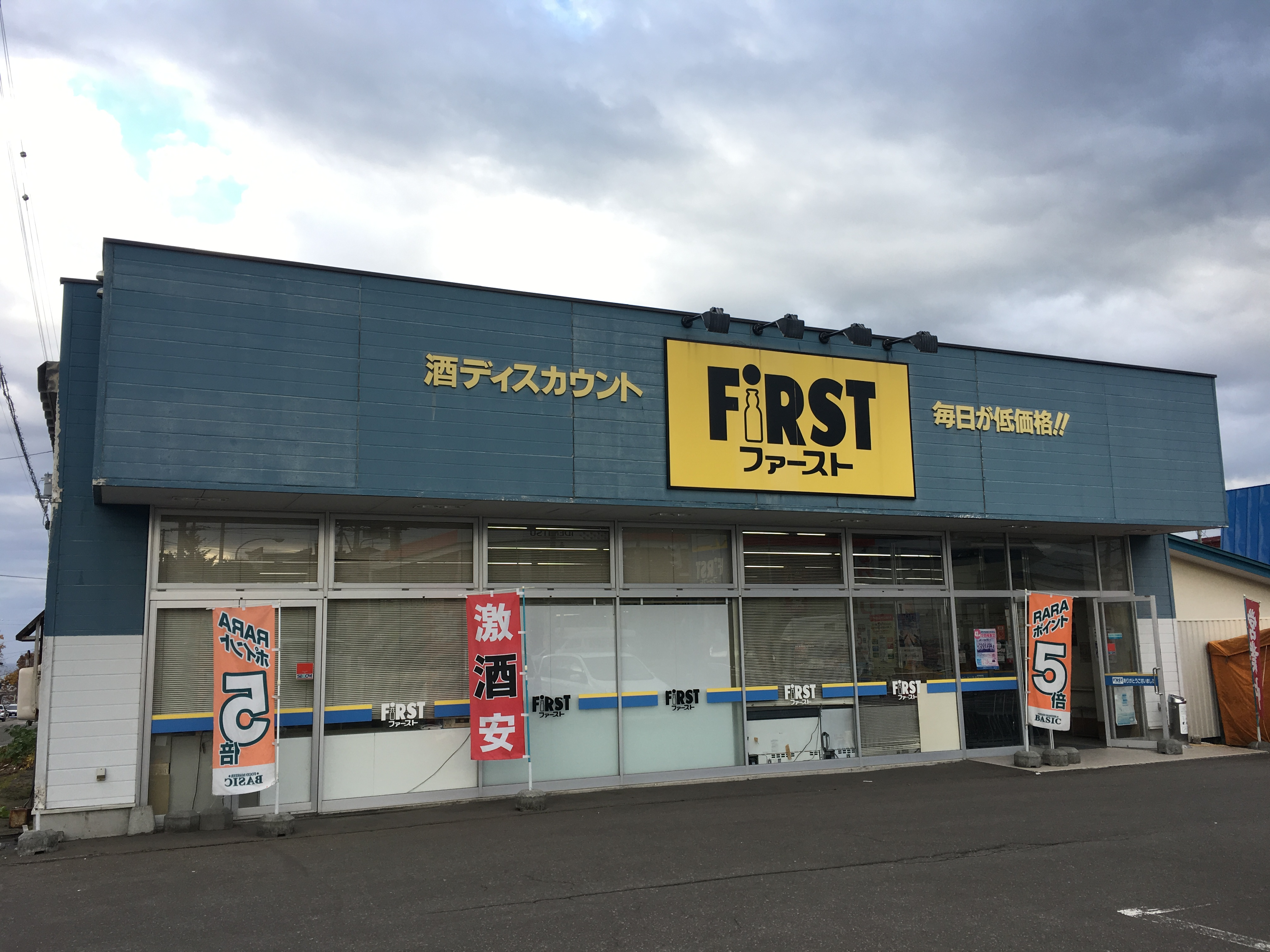
ファースト駒場店 （2019年10月）

### 運営を終了した業態
- ビッグハウス
  - アークスグループの中型食品ディスカウントストアで使われている。当社としては1998年に道北ラルズからビッグハウス美幌店（美幌町、2013年閉店）を譲渡されてから使っていた。
  - 当社運営店舗で最後まで残ったビッグハウス小泉店（北見市）[3]が、2024年7月11日をもって一時閉店し改装後はスーパーアークスに転換される[4]ため、当社運営の「ビッグハウス」は消滅した。

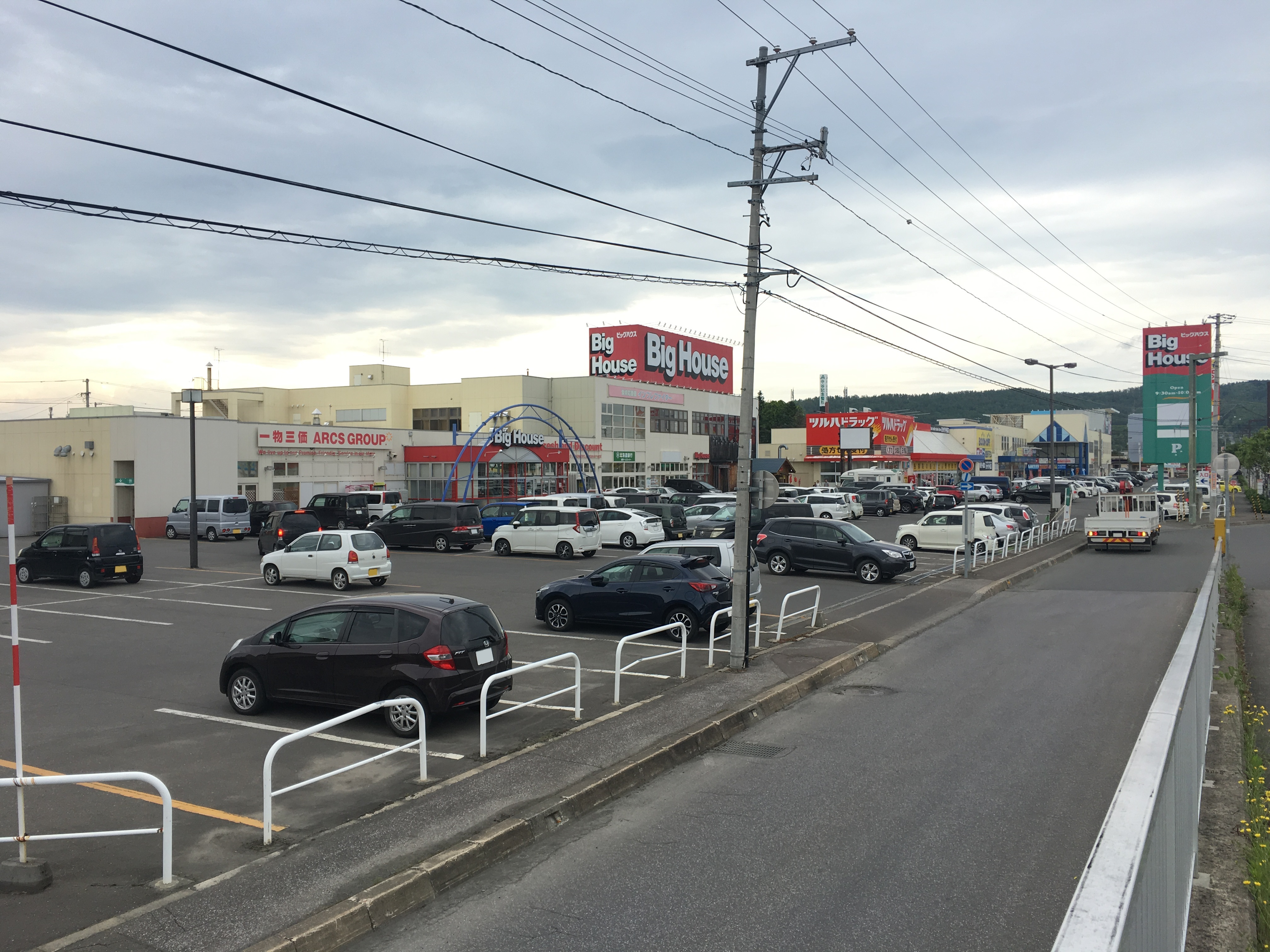
ビッグハウスメッセ （2019年6月） ※現・スーパーアークス店舗 ※カウボーイ跡地に出店

### 業態転換した店舗
- ぴあざフクハラ桜町店（北見市） - 2010年11月に一時閉店、店舗の改装を受けてスーパーアークス桜町店（2010年11月開店）に業態転換。福原から譲渡された店舗。
- ビッグハウスメッセ（北見市） - 2023年7月に一時閉店、店舗の改装を受けてスーパーアークスメッセ（2023年7月21日開店）に業態転換[5]。
- ビッグハウス小泉店（北見市） - 2024年7月11日に一時閉店、店舗の改装を受けてスーパーアークス小泉店（2024年7月26日開店）に業態転換[4]。
- ラルズマート本町店（北見市） - 2025年6月30日に一時閉店[6]、店舗の改装を受けてスーパーアークス本町店（2025年7月10日開店）に業態転換[7][8]。

### 閉店した店舗
篠原商店時代については篠原商店を参照
- ラルズマート緑町店（北見市） - 1998年5月閉店。
- ラルズマート桜町店（北見市） - 2003年10月閉店。道北ラルズから譲渡された元サンバリュー桜町店。2001年1月に「ラルズマート」に転換していた。
  - 2017年11月22日より営業している「ラルズマート桜町店」[9]は、小樽市に所在する別の店舗である（ラルズ運営、元スーパーチェーンシガ）。
- ラルズマート網走店（網走市） - 2009年2月閉店。株式会社ラルズのラルズプラザ網走店と共に閉店している。
- フクハラとん田西町店（北見市） - 2012年3月閉店。福原から譲渡された店舗。
- ラルズマート青葉店（北見市） - 2013年5月閉店。
- ビッグハウス美幌店（美幌町） - 2013年10月にスーパーアークス美幌店（2013年11月開店）への移転（スクラップアンドビルド）のため閉店。道北ラルズから譲渡された店舗。